# Geophagus megasema
Geophagus megasema är en fiskart som beskrevs av Heckel, 1840. Geophagus megasema ingår i släktet Geophagus och familjen Cichlidae. Inga underarter finns listade i Catalogue of Life.